# Accumulateur sodium-soufre

Structure d'un accumulateur sodium-soufre

Les accumulateurs sodium-soufre (Na-S) sont un type d'accumulateur électrochimique à base de sodium (Na) et de soufre (S) présentant en général une bonne densité énergétique (100-110 Wh/kg) et des rendements de 89 % à 92 %.
En batterie, ils peuvent être utilisées pour de très grandes puissances (plusieurs MW), ce qui permet de les utiliser pour des systèmes de stockage en soutien à un réseau électrique.

## Applications
Entre autres, des batteries Na-S ont été installées :
- sur l'île de La Réunion (1 MW),
- au Texas (4 MW)[1],
- nombreuses applications au Japon (plusieurs centaines de MW).

NGK est un des principaux fabricants en 2013.
Une équipe de scientifiques de Chine et d’Australie annonce en décembre 2022 avoir mis au point une nouvelle version de la batterie sodium-soufre, dont la capacité est quatre fois supérieure à celle des batteries lithium-ion tout en étant moins coûteuse et plus écologique, et capable de conserver environ la moitié de sa capacité après 1 000 cycles[réf. souhaitée].